# OK Sutjeska Nikšić
OK Sutjeska Nikšić – czarnogórski klub siatkarski z Nikšić założony w 2002 roku. Jest jedną z sekcji klubu sportowego Sutjeska.
Sutjeska Nikšić obecnie występuje w najwyższej klasie rozgrywek klubowych w Czarnogórze.

## Rozgrywki krajowe
| Sezon     | Rozgrywki | Miejsce    |
| --------- | --------- | ---------- |
| 2008/2009 | I liga    | 3. miejsce |
| 2009/2010 | I liga    | 7. miejsce |

## Rozgrywki międzynarodowe
| Sezon     | Rozgrywki        |
| --------- | ---------------- |
| 2008/2009 | Puchar Challenge |
| 2009/2010 | Puchar Challenge |

## Medale, tytuły, trofea
- Mistrzostwa Czarnogóry:
  -  2009

## Kadra w sezonie 2009/2010
- Pierwszy trener:  Zoran Taušan
- Drugi trener:  Miodrag Perošević

| Nr | Imię i nazwisko    | Data ur. | Wzrost | Pozycja      |
| -- | ------------------ | -------- | ------ | ------------ |
| 1  | Miloš Vučetić      | 1983     | 201    | środkowy     |
| 2  | Boris Mijušković   | 1991     | 190    | rozgrywający |
| 3  | Miodrag Mijušković | 1986     | 185    | rozgrywający |
| 4  | Milivoje Stanišić  | 1991     | 190    | libero       |
| 5  | Branko Manojlović  | 1981     | 197    | środkowy     |
| 6  | Mladen Novović     | 1985     | 190    | przyjmujący  |
| 7  | Miloš Stevović     | 1989     | 193    | przyjmujący  |
| 8  | Stefan Matković    | 1993     | 182    | przyjmujący  |
| 9  | Danilo Džaković    | 1990     | 190    | przyjmujący  |
| 10 | Vojislav Nikitović | 1991     | 198    | przyjmujący  |
| 11 | Radovan Cebalović  | 1988     | 203    | atakujący    |
| 12 | Stevan Crnogorac   | 1990     | 201    | środkowy     |
| 13 | Vladimir Perović   | 1993     | 196    | środkowy     |
| 14 | Ilija Kasalica     | 1991     | 194    | atakujący    |
| 15 | Branko Rosandić    | 1991     | 189    | atakujący    |
| 16 | Petar Miljanić     | 1987     | 202    | atakujący    |
| 17 | Zlatko Ćaćić       | 1987     | 200    | przyjmujący  |
| 18 | Ivan Nikolić       | 1993     | 193    | przyjmujący  |